# 伊爾姆河 (圖林根州)
伊爾姆河（德語：Ilm，發音：[ɪlm] ⓘ）是德國的河流，位於圖林根州，屬於薩勒河的左支流，河道全長129公里，流域面積1,043平方公里，流經伊爾默瑙、施塔蒂爾姆、克拉尼希費爾德、巴特贝尔卡、威瑪、阿波爾達和巴特苏尔察，河口處在大黑林根。